# Philip K. Dick
Œuvres principales
- Le Maître du Haut Château (1962)
- Le Dieu venu du Centaure (1965)
- Les androïdes rêvent-ils de moutons électriques ? (1968)
- Ubik (1969)
- Confessions d'un barjo (1975)
- Substance Mort (1977)

Compléments
- Influencé par : Flaubert, Alfred E. van Vogt, James Joyce[3], Balzac, Kant, Marcel Proust, Carl Jung, Samuel Beckett, Dostoievsky, John Sladek, Nathanael West, Jorge Luis Borges, Jack Spicer, Herbert George Wells
- A influencé : Maurice Dantec, Terry Gilliam[4], Jean Baudrillard[5], Slavoj Žižek[6], David Cronenberg[note 1],[7], Richard Linklater, Ursula K. Le Guin[8], les Wachowski[9], Jonathan Lethem[10], Fredric Jameson[11], Roberto Bolaño, Rodrigo Fresán, Charlie Kaufman[12] Christopher Nolan, El-P, Michel Gondry[note 2],[13]

Philip Kindred Dick, dit Philip K. Dick, né le 16 décembre 1928 à Chicago (Illinois) et mort le 2 mars 1982 à Santa Ana en Californie, est un auteur américain de romans, de nouvelles et d’essais de science-fiction.
Il est l'auteur de 44 romans et environ 121 nouvelles, dont la plupart sont parues dans des magazines de science-fiction. Sa fiction explore diverses questions philosophiques et sociales telles que la nature de la réalité, la perception, la nature humaine et l'identité, et met généralement en scène des personnages luttant contre des éléments tels que des réalités alternatives, des environnements illusoires, des sociétés monopolistiques, l'abus de substances, des gouvernements autoritaires et l'alteration des états de conscience,. Il est considéré comme l'une des figures les plus importantes de la science-fiction du XXe siècle.
Né à Chicago, il déménage très jeune dans la région de la baie de San Francisco avec sa famille et commence à publier des histoires de science-fiction en 1952 à l'âge de 23 ans. Il rencontre peu de succès commercial jusqu'à la publication de son roman d'uchronie Le Maître du Haut Château en 1962 qui lui vaut le prix Hugo du meilleur roman à 33 ans. Il poursuit avec des récits de science-fiction tels que Les androïdes rêvent-ils de moutons électriques ? (1968) et Ubik (1969). Son roman Coulez mes larmes, dit le policier de 1974 remporte le prix John-Wood-Campbell Memorial.
Après des années de toxicomanie et une série d'expériences mystiques en 1974, le travail de Dick aborde plus explicitement des questions de théologie, de métaphysique et de nature de la réalité, comme dans les romans Substance Mort (1977), SIVA (1981) et La Transmigration de Timothy Archer (1982). Un recueil de ses écrits non-fictionnels spéculatifs sur ces thèmes est publié à titre posthume sous le titre L'Exégèse de Philip K. Dick (2011). Il meurt en 1982 à Santa Ana en Californie à l'âge de 53 ans, des suites d'un accident vasculaire cérébral. Après sa mort, il est « largement considéré comme un maître de la fiction paranoïaque (en) dans la veine de Franz Kafka et Thomas Pynchon ».
L'influence posthume de Dick est immense, s'étendant au-delà des cercles littéraires jusqu'au cinéma hollywoodien. Les films populaires basés sur ses œuvres incluent Blade Runner (1982), Total Recall (adapté deux fois : en 1990 et en 2012), Planète hurlante (1995), Minority Report (2002), A Scanner Darkly (2006), L'Agence (2011) et Radio Free Albemuth (2010). À partir de 2015, Amazon Prime Video produit l'adaptation en série Le Maître du Haut Château, et, en 2017, Channel 4 produit la série d'anthologies Philip K. Dick's Electric Dreams, basée sur diverses histoires de Dick.
En 2005, le Time cite Ubik (1969) comme l'un des cent plus grands romans de langue anglaise publiés depuis 1923. En 2007, Dick est le premier écrivain de science-fiction inclus dans la série Library of America,,.

## Biographie

### Jeunesse
Philip et sa sœur jumelle, Jane Charlotte, naissent en décembre 1928 de Dorothy Kindred Dick et Joseph Edgar Dick, travaillant tous deux au département de l'Agriculture des États-Unis, sa mère plus particulièrement employée dans le service censurant les textes officiels du porte-parole du gouvernement, ce qui ne sera pas étranger à son inspiration,. Sa mère n'ayant pas assez de lait et pas assez d'argent pour recevoir l'aide médicale qui l'aurait conseillée pour complémenter le régime des nourrissons avec des biberons, Jane meurt quelques semaines plus tard de sous-alimentation, le 26 janvier 1929.
Ce décès affectera Philip jusqu'à la fin de ses jours. Toute sa vie il reprochera leur misère à ses parents, qu'il considérera comme de la négligence, et sentira qu'une partie de lui-même est manquante, ce qui est très probablement à l'origine de la dualité exceptionnellement forte de son œuvre : on en voit un écho dans son roman Dr Bloodmoney, en la personne du petit frère « interne », mort-né, en relation télépathique avec son jumeau adulte. Assez jeune, il souffre de vertiges et, plus tard, on lui diagnostique une schizophrénie qui sera réfutée par la suite. Terrorisé par ce qu'il imagine, il découvre la science-fiction dans le magazine de nouvelles Stirring Science Stories et y décèle la seule issue possible pour extérioriser ses angoisses.
Quand il a quatre ans, ses parents divorcent et il reste seul avec sa mère, à Berkeley. Bien que le psychologue conjugal ait prédit que la séparation n'affecterait pas l'enfant, celui-ci s'en plaindra pourtant toute sa vie. Son père rompt définitivement toute relation avec la famille.
Il développe très tôt un rapport aigu avec la musique. À 12 ans, il sait reconnaître un grand nombre d'opéras, symphonies ou concertos rien qu'en entendant les premières notes. Il se passionne également pour les lectures d'Edgar Poe et de Lovecraft.
Après avoir commencé à l'université de Californie des études philosophiques qu'il ne terminera jamais (le maccarthisme étant alors à son apogée, il est renvoyé pour sympathies communistes), il s'adonne alors à sa passion principale, la musique, au point d'en faire son métier. Il travaille en effet comme programmateur pour une station de radio et, dans le même temps, comme vendeur de disques dans un magasin à Berkeley, Universal Music. On reconnaît là de nombreux éléments autobiographiques utilisés dans Radio libre Albemuth, son fascinant roman posthume et paranoïde, qui recrée avec un remarquable pouvoir évocateur l'époque très particulière où se préparaient, à Berkeley, la vague hippie et les mouvements ultérieurs des années 1960.
La plupart des biographes supposent que ce sont les pulps américains (Galaxy, Fantasy and Science Fiction, Astounding Stories, etc.) qui lui ont fait découvrir la science-fiction. Alors qu'il est encore à l’université, il commence à écrire ses premiers textes de SF (et de poésie), dont certains sont publiés dans le Berkeley Gazette, le tout premier étant The Devil, daté du 23 janvier 1942.
En mai 1948, il épouse Jeanette Marlin dont il divorce six mois plus tard, leurs centres d'intérêt divergeant totalement, pour se remarier en juin 1950 avec Kleo Apostolides, d'origine grecque, une militante de gauche mineure, fichée au FBI pour communisme. Dick doit alors affronter la visite de deux agents fédéraux, qui lui demandent d'enquêter sur sa femme. Il refuse, mais finit pourtant par se lier avec l'un d'entre eux, George Scruggs, qui est fasciné par les discours de Dick et sa profession mystérieuse d'écrivain. Dick décrit cette épouse d'ultra-gauche et ces événements presque sans changement dans Radio libre Albemuth.

### Débuts dans l'écriture
Poussé par sa femme, il entame en 1952 une carrière d'écrivain professionnel. Ses débuts sont ignorés par le monde qui regarde avec circonspection cet auteur dont les concepts scientifiques sont assez bizarres et le style littéraire non exempt de défauts. Après de très nombreuses nouvelles écrites durant cette période, comme Beyond Lies the Wub, M. Spaceship, The Gun, Petit Déjeuner au crépuscule, The Variable Man, The Builder, Second Variety, pour ne citer que les plus connues, il décide de se lancer dans le roman, plus rémunérateur.
Son premier roman, Loterie solaire, très politique, est publié en 1955. Il s'inspire de l'idée des stratégies mixtes en théorie des jeux pour suggérer l'idée qu'en contexte concurrentiel des nations, il peut être avantageux de tirer au sort les gouvernants avec une périodicité aléatoire.
Côté vie de famille, les relations se dégradent peu à peu. Dick, qui écrit surtout la nuit, ne peut plus supporter de voir sa femme plus active que lui, et le regard des voisins, qui le voient chaque matin paresser dans la véranda, le met mal à l'aise. Il se sent sans cesse traqué, épié, surveillé. Pour réussir à soutenir un rythme de travail rapide, il prend toutes sortes de médicaments, en particulier des amphétamines, qui le plongent régulièrement dans des dépressions terribles.
Son côté paranoïaque s'amplifie au fil des mois : s'il ne réussit pas, estime-t-il, c'est parce qu'il est victime de complots fomentés contre lui. Un double effet joue en fait contre lui : la science-fiction n'est plus un genre à la mode, le phénomène des pulps[précision nécessaire] étant passé ; et son style arrive trop en avance pour le public américain de l'époque, dont l'humeur est davantage à l'euphorie qu'à la suspicion[réf. nécessaire].
Cela n'arrange en rien la situation psychologique et financière du romancier.
Il divorce de sa femme en 1958 et rencontre Anne Williams Rubinstein dont le mari vient de mourir. Commence un flirt où Anne et Philip ont l'impression de se comprendre l'un et l'autre comme s'ils n'avaient jamais connu personne d'autre. Les trois petites filles d'Anne se lient très vite avec ce gros homme barbu qui débarque chez elles sans crier gare et épouse leur mère le 1er avril 1959. Une fille, Laura Archer, naît de cette union le 25 février 1960.
Sa nouvelle épouse l'encourage à écrire une œuvre qui fasse de lui un auteur célèbre et reconnu. Il commence alors la rédaction du Maître du Haut Château.

Encore une fois, le couple tourne mal. Anne voit en Dick l'image d'un écrivain qu'il n'est pas et ne tient pas à être, celui-ci ne pouvant se décider à abandonner son genre de prédilection, la science-fiction, bien que son rêve soit d'être reconnu comme écrivain de littérature générale. Sa femme ouvre une bijouterie. Philip se sent une nouvelle fois entretenu par sa femme, bon à rien. Il soupçonne Anne d'avoir contre lui des idées de meurtre. Il déclarera plus tard : 

« C'était une psychotique meurtrière. Elle me faisait peur et par deux fois elle a tenté de me tuer. »

Lorsque Anne quitte la maison en emmenant sa fille, il sombre dans la dépression. Le divorce a lieu en 1964.

### Succès

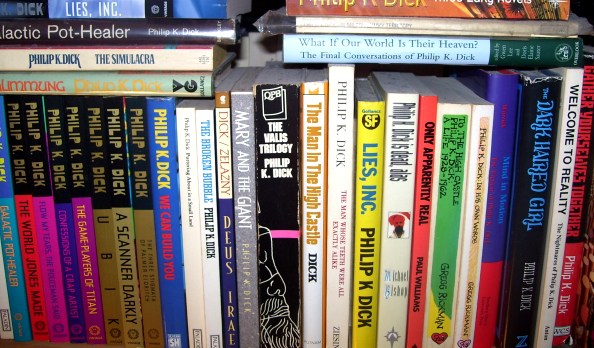
Livres de Philip K. Dick.

En 1962, Le Maître du Haut Château est publié : c'est un immense succès. Un public « dickien » commence à se créer, enthousiasmé par l'œuvre et, l'année suivante, le roman gagne le prix Hugo. En 1963 et 1964, il enchaîne les romans : Les Clans de la lune alphane, Nous les martiens, Simulacres et Le Dieu venu du Centaure, ce dernier étant l'un de ses romans les plus connus. Pour produire, il consomme en masse des amphétamines.
En 1964, il se remarie avec Nancy Hackett, âgée de 21 ans, qui lui donne un second enfant, Isolde Freya (en) (surnommée tout simplement Isa). Mais, à nouveau, le mariage ne fonctionne pas. Dick accuse sa femme de « vouloir faire comme les autres » et de chercher malgré lui à l'intégrer dans ce qu'il appelle « la bonne société californienne ». La vie mondaine ne l'intéresse pas : il se consacre entièrement à ses livres et sort de moins en moins de chez lui. Les assassinats de Robert Kennedy et de Martin Luther King le révoltent, et il cesse de voter cette même année.
Durant cette période, Dick écrit Les androïdes rêvent-ils de moutons électriques ?, qui servira de base au film Blade Runner, mais aussi et surtout Ubik qui sera plus tard vu comme le chef-d'œuvre de l'écrivain,.
En 1970, il est éreinté : il a de forts ennuis avec le fisc et sa femme, l'actualité mondiale le rend amer (en particulier la guerre du Viêt Nam). Il écrit à cette époque Coulez mes larmes, dit le policier, qui porte l'empreinte de sa déprime du moment. Nancy le quitte en emmenant Isa en septembre.
Cette période est la plus sombre de sa vie. Seul, abandonné par sa femme, l'auteur ouvre sa maison à tous les drogués, hippies ou junkies de passage. Plus une journée ne passe sans qu'il se drogue, ce qui provoque chez lui de longues périodes de délire. Cette expérience le pousse à écrire Substance Mort, dans lequel un policier est chargé de surveiller un drogué qui n'est autre que lui-même, écrit en 1975 et publié en 1977.
Il cherche à plusieurs reprises, sans succès, à se faire interner en hôpital psychiatrique, parvenant cependant à passer quelques jours en salle d'examen. Dick est peut-être paranoïaque, schizophrène, mais ne présente pas les symptômes physiques caractéristiques d'un drogué dur : il est bien en chair et en forme physiquement.
Le 17 novembre 1971, un événement bouleverse sa vie. Lorsqu'il rentre chez lui, il trouve « les fenêtres fracassées, les portes fracturées, les serrures forcées » et constate « la disparition de plusieurs de [ses] affaires : on avait fait sauter [son] armoire-classeur à l'épreuve du feu, manifestement au moyen d'explosifs du type plastic », classeur où il conservait tous ses « trésors » : textes, vieux pulps de sa jeunesse, collections diverses… Aussitôt, ses peurs paranoïaques remontent à la surface : il accuse tour à tour le FBI et le KGB de vouloir attenter à sa vie. Sa plainte en justice reste sans suite.
Il part s'installer à Vancouver, qu'il a découvert lors d'une conférence de science-fiction, le 12 février 1972, et où il a directement envisagé d'émigrer. Il tente de refaire sa vie là-bas, tombe plusieurs fois amoureux de filles bien plus jeunes que lui, qui le repoussent à chaque fois, prenant souvent peur devant cet homme gauche qui réclame leur affection. Il tente alors de se suicider en prenant une forte dose de tranquillisants.
Il survit et se fait interner à X-Kalay, un centre de désintoxication pour héroïnomanes. Il y découvre l'enfer des drogués durs dont le cerveau a subi des lésions irrémédiables. Il arrête la drogue (tout en continuant à consommer des médicaments divers et variés). Après trois semaines à X-Kalay, Dick émigre à Fullerton. Il est hébergé par deux étudiantes fans de ses œuvres et rencontre l'écrivain amateur Tim Powers.
En juillet, il fait la connaissance de Tessa Busby (es), jeune fille réservée de dix-huit ans. Le couple emménage et ils fondent un foyer. Il recommence alors à écrire.
L'Europe, en particulier la France, commence à s'intéresser à lui. Substance Mort est publié durant cette période, ainsi que la version finale de Coulez mes larmes, dit le policier, qui est nommé en 1974 pour le prix Nebula et pour le prix Hugo. On lui propose d'adapter Les androïdes rêvent-ils de moutons électriques ? en scénario de film.
Dick avait fait de son corps, comme l'écrit Emmanuel Carrère dans sa biographie, « un shaker à cocktails chimiques ». À cette époque, on parlait beaucoup des flashbacks d'acide, où les anciens drogués des années 1960 avaient soudain des hallucinations hors du commun et pouvaient être pris de pulsions meurtrières inattendues, phénomène qui faisait peur et fascinait les Américains. Peut-être cela explique-t-il la raison qui poussa Dick à verser dans le mystique, lui qui avait toujours voulu prouver que notre monde était faux, qu'il existait une réalité supérieure, et que lui seul semblait s'en apercevoir.
Au printemps 1977, alors qu'il vient d'emménager à Santa Ana, il reçoit la visite de Philippe Hupp, qui le persuade d'être l'invité d'honneur du deuxième festival international de science-fiction de Metz. La manifestation se déroulera en septembre. Dick y présente une conférence intitulée « Si vous trouvez ce monde mauvais, vous devriez en voir quelques autres », où il parle de mondes parallèles, affirmant que la réalité dans laquelle nous vivons a été reprogrammée, laissant son public perplexe. C'est néanmoins à Metz qu'il mesure la popularité dont il jouit en France. Il écrira plus tard y avoir passé « la plus belle semaine de sa vie ».
L’Exégèse, ouvrage énorme (plus de 8 000 pages), date de cette époque. Il s'agit d'un essai où toutes ses révélations sont soigneusement notées, et où s'affrontent Philip K. Dick et Horselover Fat (imprégné de gnose valentinienne), unique et même personnage (Philippe signifie en grec « l'ami des chevaux » qui s'écrit en anglais « horse lover » ; Dick signifie « gros » en allemand, « fat » en anglais). Dans plusieurs de ses romans de cette dernière période, l'ancien président Richard Nixon, sous son nom (dans SIVA) ou une version fictive, apparaît comme une figure maléfique de ce que Dick qualifie d'« Empire » (« L'Empire n'a jamais pris fin » est une phrase récurrente dans SIVA, synonyme de démiurge aveugle (Samaël)).
Avant la sortie du film, la Warner et Ridley Scott permirent à Philip K. Dick de visionner une copie de travail du film Blade Runner. Dick fut très impressionné par les images. Il relata son visionnage le 11 octobre 1981 dans une lettre qu'il envoya à Jeff Walker : « L’impact de Blade Runner va être écrasant. »

### Décès
Le 18 février 1982, un accident vasculaire cérébral le terrasse ; il meurt le 2 mars 1982 d'une défaillance cardiaque quelques jours avant la sortie du film Blade Runner tiré de son roman Les androïdes rêvent-ils de moutons électriques ?. Il commençait juste à en recevoir les droits d'auteur.
Il est enterré à Fort Morgan, dans le Colorado, aux côtés de sa sœur Jane.

## Postérité
En 1983, un an après sa mort, un prix littéraire est créé en son hommage, le prix Philip-K.-Dick.

## Œuvres
Depuis 2007, l'écrivain est devenu le premier auteur de science-fiction publié au sein de la prestigieuse collection classique de la Library of America, équivalent américain de La Pléiade.
Nombre des histoires de Philip K. Dick ont pour thèmes la modification et la manipulation de la réalité. Ces thèmes sont particulièrement présents dans les nouvelles Jeu de guerre (War Game, 1959), Souvenir à vendre (We Can Remember It for You Wholesale, 1966), ainsi que dans les romans Les androïdes rêvent-ils de moutons électriques ?, La Vérité avant-dernière, Le Dieu venu du Centaure, Le Maître du Haut Château ou Ubik.
Nombreux sont ceux qui pensent que ces caractéristiques proviennent directement de la paranoïa qui marquait sa santé mentale fragile, notamment en raison de sa consommation de drogues (surtout des amphétamines) et de médicaments. Mais cette idée est contestée, étant donné la cohérence et la complexité narrative des œuvres de Dick. La critique sociale et le cynisme des puissants qui « imposent une réalité fictive » sont aussi très présents chez lui.

Dick a écrit à propos de ses romans : 

« Dans mon écriture je m’interroge sur l'univers, je me demande à voix haute s'il est réel, et je me demande si nous le sommes tous. »
Il est très connu pour avoir créé dans ses romans une atmosphère sombre, inspirant ainsi les cyberpunks, bien qu'il ait vécu trop tôt pour les connaître. Mais cette atmosphère « glauque » tient en fait à l'intrigue héritée du gnosticisme qui hante la plupart des romans de Dick : le faux, qui régit ce monde, et que nous percevons comme le vrai, doit être démasqué. Aussi Dick est, avec Daniel F. Galouye, l'un des inventeurs du thème romanesque du simulacre en science-fiction, avec ses romans Le Temps désarticulé (1959) et Simulacres (1964).
Dick est un auteur d'idées et c'est probablement pour cela que ses nouvelles et romans ont été autant adaptés au cinéma, ou ont inspiré d'autres auteurs de science-fiction, comme Ursula Le Guin pour The Lathe of Heaven, Disch lui-même pour 334, et qu'il est régulièrement cité comme un des inspirateurs du mouvement cyberpunk.
Il ne faut guère chercher de logique dans l'œuvre de Dick en termes d'opinions morales ou politiques, particulièrement à la fin de sa vie. Bien que lié surtout dans sa jeunesse à des féministes ou de gauche, il écrira en 1973 une nouvelle (The Pre-persons) qui lui vaudra une lettre particulièrement courroucée de Joanna Russ, ce qui ne l'empêchera pas de maintenir sa position violemment anti-avortement.
Durant les dernières années de sa vie, il consacre la plupart de son temps à écrire L'Exégèse de Philip K. Dick, texte monumental sur son œuvre dont une seule partie est publiée aux États-Unis. Elle est issue des interrogations de Dick sur une expérience mystique qu'il a vécue en mars 1974, laquelle est aussi à l'origine de SIVA, œuvre emblématique de la fin de sa vie. On y trouve des fragments de l'Exégèse, à l'intérieur d'une histoire qui est une véritable mise en abîme de sa propre vie. À sa mort, on découvre chez lui plus de 8 000 pages du dialogue qu'il entretient avec lui-même depuis cette expérience. Un exemple parmi d'autres : en écoutant la chanson des Beatles Strawberry Fields Forever, il diagnostique que son fils est atteint d'une hernie inguinale, ce qui sera confirmé par des examens ultérieurs.
En plus des 45 romans publiés, Dick a écrit près de 121 nouvelles.
Les nouvelles sont parues regroupées en français aux éditions Denoël en quatre tomes de 1994 à 1998 et furent regroupées ensuite en deux gros volumes en 2000, réédités en 2004, dans la collection « Lunes d'encre ». L’intégrale de ses nouvelles est rééditée en 2020 dans la collection « Quarto » chez Gallimard.

### Des thématiques récurrentes
Selon Hélène Collon, traductrice en français des nouvelles de Philip K. Dick et de son Exégèse, deux questions récurrentes traversent l’œuvre de l'écrivain : « Qu'est-ce que le réel ? » et « Qu'est-ce qu'être humain ? ». Si le problème que soulève la première question semble difficile à résoudre, en revanche la seconde interrogation trouve très tôt, dans ses nouvelles de jeunesse, sa réponse dans la caritas paulinienne, cette capacité d'empathie qui, chez Dick, rend certains androïdes plus humains que les humains eux-mêmes.

La journaliste Frédérique Roussel, dans Libération, écrit : 

« Qu’est-ce qui est réel ? apparaît comme la question récurrente de l’Américain. Généreuse source cinématographique, son œuvre a même été labellisée postmoderne pour sa tendance à explorer les dérèglements sous-jacents de la société et les germes de destruction de la modernité.
Il n’y a pas qu’une seule lecture de Dick, et se replonger dans certains de ses romans peut procurer le sentiment d’y découvrir de nouvelles grilles. »

## Adaptations
L'œuvre de Philip K. Dick a eu une grande influence sur le cinéma, surtout sur le  cinéma de science-fiction, notamment depuis l'adaptation de Les androïdes rêvent-ils de moutons électriques ? par Ridley Scott (Blade Runner, 1982).
Hormis Les androïdes rêvent-ils de moutons électriques ?, deux autres de ses romans ont été adaptés : Confessions d'un barjo et Substance Mort, tandis que Ubik est toujours en projet. Les autres films sont issus de nouvelles.

### Adaptations au cinéma et à la télévision
Après la mort de Philip K. Dick, plusieurs scénarios ont été inspirés plus ou moins fidèlement de ses œuvres :
- 1962 : Out of this World (en) (saison 1, épisode 4), Impostor, d'après la nouvelle éponyme Impostor, (1953)
- 1982 : Blade Runner de Ridley Scott, d'après le roman Les androïdes rêvent-ils de moutons électriques ? (Do Androids Dream of Electric Sheep?, 1968), précurseur du cyberpunk et de la TechNoir.
- 1987 : Proini Peripolos (Morning Patrol), adaptation grecque de l'univers de Philip K. Dick, mélangeant plusieurs de ses œuvres (Ubik, Les androïdes rêvent-ils de moutons électriques ?, etc.)
- 1990 : Total Recall de Paul Verhoeven, d'après la nouvelle Souvenirs à vendre (We Can Remember It for You Wholesale, 1966)
- 1990 : Megaville (en), film indépendant de Peter Lehner (en), d'après le roman Substance Mort (A Scanner Darkly, 1977)
- 1992 : Confessions d'un barjo de Jérôme Boivin, d'après le roman éponyme (Confessions of a Crap Artist, 1975)
- 1995 : Planète hurlante (Screamers) de Christian Duguay, d'après la nouvelle Nouveau Modèle (Second Variety, 1953)
- 1998 : The Truman Show de Peter Weir, librement adapté du roman Le Temps désarticulé (1959).
- 2002 : Impostor de Gary Fleder, d'après la nouvelle éponyme (Impostor, 1953)
- 2002 : Minority Report de Steven Spielberg, d'après la nouvelle Rapport minoritaire (The Minority Report, 1956)
- 2003 : Paycheck de John Woo, d'après la nouvelle La Clause du salaire (Paycheck, 1953)
- 2003 : Natural City adaptation coréenne, d'après le roman Les androïdes rêvent-ils de moutons électriques ? (Do Androids Dream of Electric Sheep?, 1968)
- 2006 : A Scanner Darkly de Richard Linklater, d'après le roman Substance Mort (A Scanner Darkly, 1977)
- 2007 : Next de Lee Tamahori, d'après la nouvelle L'Homme doré (The Golden Man, 1954)
- 2009 : Planète hurlante II (Screamers: The Hunting)
- 2009 : Flow my tears, the policeman said, film britannique à petit budget, d'après le roman éponyme Coulez mes larmes, dit le policier (1970)
- 2010 : Radio libre Albemuth de John Alan Simon, d'après le roman éponyme (1976)
- 2011 : L'Agence (The Adjustment Bureau) de George Nolfi, d'après la nouvelle Rajustement (Adjustment Team, 1954)
- 2011 : Beyond the Door, court métrage de Matthew Mandarano, d'après le roman éponyme Beyond the Door (en) (1954)
- 2012 : Total Recall - Mémoires Programmées (Total Recall) de Len Wiseman, une deuxième adaptation de la nouvelle Souvenirs à vendre, après la première du même nom.
- 2013 : The Pipers, court métrage de Ammar Quteineh, d'après le roman Le Joueur de flûte (Piper in the Woods (en), 1953).
- 2013 : The Crystal Crypt, court métrage de Shahab Zargari, d'après le roman d'essai éponyme (The Crystal Crypt (en), 1954)
- 2015 : Minority Report, série TV de 7 épisodes diffusée depuis le 21 septembre 2015 sur le réseau télévisé américain FOX
- 2015 : The Man in the High Castle, une série produite par Ridley Scott pour la plateforme VOD d'Amazon d'après Le Maître du Haut Château[55]
- 2016 : Passengers de Morten Tyldum d'après la nouvelle Le Voyage gelé (The Frozen Journey ou I Hope I Shall Arrive Soon, 1980).
- 2017 : Philip K. Dick's Electric Dreams, série TV anthologique produite notamment par Bryan Cranston. Chaque épisode s'inspire d'une œuvre de l'auteur :

1. La Cagoule de lin, d'après Immunity (1954)
2. La Planète impossible, d'après Impossible Planet (1954)
3. Le Train de banlieue, d'après The Commuter (1953)
4. Assurance-vie et consciences quantiques, d'après Sales Pitch (1954)
5. Vraie Vie, d'après Exhibit Piece (1954)
6. Être humain, c'est…, d'après Human Is (1955)
7. L'Autre, d'après The Father-Thing (1954)
8. Autofac, d'après Autofac (1955)
9. En toute sécurité, d'après Foster, You're Dead! (1955)
10. Tuez tous les autres, d'après The Hanging Stranger (1953)

- 2017 : Blade Runner 2049 de Denis Villeneuve

#### Films adaptés et inspirés de la philosophie «dickienne»
Philip K. Dick a influencé des réalisateurs de science-fiction dite « dickienne », c'est-à-dire ayant un propos, une mise-en-scène, un scénario, une philosophie ou une optique propres aux thématiques de l'auteur. Ces œuvres ne sont pas des adaptations de ses œuvres mais une sorte de marque de fabrique rattachant à ce qu'il écrivait. On peut à la fois voir ça comme une influence et comme un hommage.
(Liste non-exhaustive)
- 1995 : Ghost in the Shell, film d'animation de Mamoru Oshii. Œuvre très influencée par Blade Runner, influence dont l'auteur de la bande dessinée originale et scénariste du film, Masamune Shirow ne s'est jamais caché. On la retrouve ainsi dans toutes les suites et spin-off (séries, films ou BD) de cette œuvre.
- 1999 : eXistenZ de David Cronenberg Cronenberg le considère comme son « film dickien », celui contenant le plus de thèmes proches de l’œuvre de Dick. Il a d’ailleurs inclus une sorte d’hommage dans le film par le biais d’un sac en papier où est inscrit « Perky’s Pat », en référence à la nouvelle The Days of Perky Pat (1963), qui est (en partie) l'inspiration du roman Le Dieu venu du Centaure (The Three Stigmata of Palmer Eldritch, 1965).
- 2004 : Ghost in the Shell 2: Innocence de Mamoru Oshii
- 2004 : Eternal Sunshine of the Spotless Mind de Michel Gondry À travers les jeux de simulacres et d'altération de la mémoire, Gondry rend hommage à la philosophie « dickienne ».
- 2006 : Paprika de Satoshi Kon Rêve et réalité confondus, les personnages se perdent dans les méandres d'une boucle sans fin dans laquelle leurs rêves deviennent leurs simulacres.
- 2010 : Inception de Christopher Nolan Non adapté d'un roman mais du film d'animation Paprika de Satoshi Kon[56], est aussi librement inspiré par la philosophie « dickienne » et par de nombreuses œuvres de l'auteur ayant donné une trame scénaristique[réf. nécessaire].
- 2011 : Take Shelter de Jeff Nichols, la nouvelle « Le Constructeur » (1953) aurait inspiré le film[57].
- 2017 : Ghost in the Shell, adaptation hollywoodienne du film d'animation par Rupert Sanders.

#### Projets en cours et/ou abandonnés
- Au début des années 1970 après avoir lu Le Dieu venu du Centaure, John Lennon eut l'envie d'adapter le livre au cinéma, sans suite[58][source insuffisante].
- Dans les années 2010, Michel Gondry a en projet d'adapter Ubik au cinéma[59].
- 2012 : Le Roi des elfes, projet de film d'animation de Walt Disney Pictures de Chris Williams, d'après la nouvelle éponyme The King of the Elves (1953), finalement abandonné par Disney.

### Inspirations
- Parmi les admirateurs de Dick, on trouve le cinéaste canadien David Cronenberg. Sa « rencontre » avec l’auteur a lieu en 1984 : Dino De Laurentiis, qui avait produit son film Dead Zone, lui fait parvenir un scénario écrit par Dan O'Bannon et Ronald Shusett basé sur la nouvelle de Dick Souvenirs à vendre. Mécontent du résultat, il décide de le réécrire et travaille dessus pendant une année (il écrit en tout douze versions différentes de l’histoire), mais se heurte constamment au mécontentement de Shusett (aussi producteur du film). Il décide finalement de quitter le projet, sa vision de l’histoire étant trop éloignée de celle que Shusett envisage. Il reste toutefois fortement intéressé par l’œuvre de Dick qu’il découvrira durant les années suivantes.
- Ray Faraday Nelson ami et collaborateur de Dick, a écrit la nouvelle Les Derniers Jours de Philip K. Dick, en lecture directement sur son site en anglais : (en) The Last Days of Philip K. Dick[60].
- Requiem pour Philip K. Dick de Michael Bishop (titre original : Philip K. Dick is dead, alas, 1987) est un roman-hommage-pastiche des romans de science-fiction de Philip K. Dick. En particulier il reprend la structure du Maître du Haut Château (c'est une uchronie) dans l'univers de Coulez mes larmes, dit le policier.
- Le Temps incertain de Michel Jeury (1973), œuvre phare du roman de SF français, commence par une citation de Philip K. Dick.
- Dimanche au bord du monde, et autres nouvelles[61] est un recueil de nouvelles publié en 2013 aux éditions Assyelle à la suite d'un concours de nouvelles sur le thème « En hommage à Philip K.Dick ».
- Dans la série d'animation Code Lyoko, le nom du pensionnat, Kadic, est inspiré du nom Philip K.
- Dans la série d'animation japonaise Psycho-Pass, l'antagoniste principal, qui est contre la société telle qu'elle est devenue (univers futuriste où un système informatique décide de ce que deviendront les individus et juge qui est un criminel ou non), fait référence à Philip K. Dick en citant notamment son œuvre Les androïdes rêvent-ils de moutons électriques ?
- Le jeu vidéo Californium, publié par Arte en 2016, est entièrement consacré à la vie et aux œuvres de Philip K. Dick.
- Dans le roman Moi, Omega de Erwan Barillot, Philip K. Dick est une source d'inspiration pour le personnage principal qui, en 2064, transfère son corps dans le cloud, prend le contrôle de l'internet des objets et devient omniscient[62].

### Autres adaptations
- En 1976, est diffusée sur France Culture une adaptation du Maître du Haut Château par Catherine Bourdet, réalisée par Henri Soubeyran, avec René Clermont et Pierre Trabaud.
- En 1987, au Centre Georges-Pompidou est créé par l'IRCAM l'opéra de Tod Machover, VALIS, adapté du roman du même nom (SIVA dans la traduction française).
- En 1993, au festival d'Avignon, Louis Castel monte un spectacle d'après Comment construire un univers qui ne s'effondre pas deux jours plus tard.

### Bandes dessinées
- Do Androids Dream of Electric Sheep? texte intégral du roman : tomes 1 à 6, Tony Parker (dessin) et Blond (couleurs), coll. « Atmosphères », Emmanuel Proust éditions (2011 à 2013).
- Dust to Dust (en) (préquelle de la BD Do Androids Dream of Electric Sheep?), Chris Roberson (scénario), Robert Adler (dessin) et Andres Lozano et Javier Suppa (couleurs) : tomes 1 et 2, EP Éditions (2012 et 2013).

### Musique
- V.A.L.I.S. titre de l'album Four de Bloc Party est inspiré du livre SIVA.
- Simulacres, titre de l'album La Chute des fourbes de The Art of Sauvagia, s'inspire de l'œuvre de Dick.
- Un titre de l'album Heldon Third (1975) du groupe Heldon de Richard Pinhas s'appelle Dr Bloodmoney, du nom du roman éponyme de Dick[63].
- L'album Sister (1987) de Sonic Youth fait référence à la sœur jumelle de l'auteur de science-fiction, morte peu après sa naissance[64].
- La chanson Sister Jane (1975) du groupe de rock progressif Taï Phong, portée par la voix de Jean-Jacques Goldman, fait directement référence à sa sœur Jane[65].
- Blade Runner, titre de l'album Pleine Lune du rappeur Scylla (rappeur) et du pianiste Sofiane Pamart.